# Кипсанг, Уильям
Уильям Кипсанг — кенийский легкоатлет, бегун на длинные дистанции, специализируется в марафоне.
Профессиональную карьеру начал в 2002 году, когда стал победителем 15-километрового Монтферландского пробега. В 2003 году он выиграл Амстердамский марафон с результатом 2:06.39. Первое место на Сеульском марафоне 2005 года — 2:08.53. Победитель Эгмондского полумарафона 2004 года — 1:04.50. Победитель Роттердамского марафона 2008 года.

## Личные рекорды
| Дистанция   | Время   | Дата       | Место              |
| ----------- | ------- | ---------- | ------------------ |
| 10 км       | 28:11   | 2007-03-17 | Гаага              |
| 15 км       | 42:34   | 2007-03-17 | Гаага              |
| 20 км       | 57:07   | 2007-03-17 | Гаага              |
| Полумарафон | 1:00:25 | 2007-03-17 | Гаага              |
| 25 км       | 1:14:22 | 2005-03-13 | Сеул               |
| 30 км       | 1:29:31 | 2005-03-13 | Сеул               |
| Марафон     | 2:04:57 | 2008-04-13 | Франкфурт-на-Майне |